# Joyce Cooper
Joyce Cooper (n. 18 aprilie 1909, Sri Lanka, Imperiul Britanic – d. 22 iulie 2002, Chichester, Anglia, Regatul Unit) a fost o înotătoare ce a reprezentat Regatul Unit al Marii Britanii și al Irlandei de Nord, medaliată olimpică. A participat la 2 ediții ale Jocurilor Olimpice (1928, 1932) în care a câștigat două medalii de argint și 4 medalii de bronz.